# Chotín
Chotín (em húngaro: Hetény) é um município da Eslováquia, situado no distrito de Komárno, na região de Nitra. Tem 20,43 km² de área e sua população em 2018 foi estimada em 1.377 habitantes.

## Demografia
| Ano:        | 1994 | 2004   | 2014   | 2024   |
| ----------- | ---- | ------ | ------ | ------ |
| Broj ljudi: | 1468 | 1417   | 1383   | 1385   |
| Razlika:    |      | -3,47% | -2,39% | +0,14% |

| Ano:               | 2023 | 2024   |
| ------------------ | ---- | ------ |
| Número de pessoas: | 1392 | 1385   |
| Diferença:         |      | -0,50% |